# Erotica (singel)
Erotica – pierwszy singel pochodzący z piątego studyjnego albumu Madonny pod tym samym tytułem. Utwór został stworzony przez Madonnę, Anthony'ego Shimkina i Shepa Pettibone'a, który zajął się także jego produkcją.

## Tło
Erotica to piosenka w stylu pop, jednak z dużą domieszką gatunków takich jak trip-hop i new jack swing. Na listach przebojów osiągnęła umiarkowany sukces, jednak w Europie udało jej się dotrzeć do pierwszego miejsca. Zarówno klip jak i utwór wywołały dużo kontrowersji. Madonna po raz kolejny zmieniła styl muzyczny i nadmiernie emanowała swoją seksualnością, co nie spodobało się opinii publicznej. 

## Teledysk
Teledysk do singla nakręcił słynny fotograf mody - Fabien Baron. W klipie Madonna wciela się w postać, seksownej, mrocznej i dominującej seksualnie kobiety. Sceny przeplatane są z materiałem nakręconym podczas sesji zdjęciowej do książki Sex. Teledysk był tak naładowany seksem i tak prowokacyjny, że MTV emitowało go tylko późnymi wieczorami lub nocą. W dzień można było go zobaczyć, tylko w ocenzurowanej wersji. 

## Wykonania na żywo
Po raz pierwszy Madonna śpiewała Erotice podczas trasy Girlie Show w 1993. Piosenkarka wyjeżdżała spod sceny ubrana skąpo w cekinowe szorty i krótką kamizelkę. Na oczach miała opaskę a la Zorro a w ręku trzymała bicz. Wokalistka wykonywała seksowne i wulgarne gesty, kręcąc się na obrotowej platformie.
O piosence gwiazda przypomniała sobie dopiero 13 lat później, podczas prób do trasy Confessions Tour w 2006. Pierwotnie w miejsce Erotiki, Madonna miała wykonywać nowoczesną, taneczną wersję przeboju "Everybody", jednak zdecydowała się na coś spokojniejszego. Piosenkarka połączyła Erotice z niewydaną piosenką You Thrill Me, która powstała w trakcie sesji nagraniowej w 1992. Efekt był piorunujący. Dotąd utwór uważany za kontrowersyjny i wulgarny, nabrał lekkości i elegancji. W trakcie występu Madonna ubrana była w biały obcisły kostium, tańczyła piękny układ choreograficzny w parze z tancerzem. Jest on przez wielu uznawany za najlepszy występ podczas całego koncertu.

## Erotic
Do wydanej w październiku 1992 książki Sex, dołączono płytę CD, na której znalazła się alternatywna wersja piosenki zatytułowana "Erotic". Wersja ta rozpoczyna się odgłosem przewracanych stronic, co jest oczywistym nawiązaniem do towarzyszącej książki, i zawiera dwie zupełnie odmienne zwrotki oraz niewielkie zmiany w pozostałym tekście. Aranżacja utworu jest także nieco zmieniona i nie zawiera ona sampli z piosenki grupy Kool and the Gang (choć pozostawiono sample z utworu wykonywanego przez Fairuz). 
Jeden z remiksów dostępnych na singlu z oryginalną piosenką (Eroticia William Orbit 12") również zawiera alternatywny tekst znany właśnie z Erotic.